# Irina Biełowa
Irina Nikołajewa Biełowa z domu Iljiczowa (ros. Ирина Николаевна Белова z domu Ильичёва) (ur. 27 marca 1963 w Angarsku) – rosyjska lekkoatletka, wieloboistka.
Na początku kariery reprezentowała Związek Radziecki. W barwach tego kraju zajęła czwarte miejsce na Mistrzostwach Europy w 1990 oraz zdobyła brązowy medal na Mistrzostwach Świata w 1991. Szczyt kariery osiągnęła w 1992. Zajęła wówczas drugie miejsce na Igrzyskach Olimpijskich w Barcelonie. W lutym tego roku ustanowiła rekord świata i Europy w pięcioboju lekkoatletycznym (4991 pkt., pobity dopiero w 2012). W 1993 roku zdobywa tytuł mistrzyni świata (nieoficjalny, konkurencja niemistrzowska), jednakże testy dopingowe dały u niej wynik pozytywny, w wyniku czego została zdyskwalifikowana na cztery lata. Po powrocie do sportu w 1998 roku zajęła drugie miejsca w pięcioboju lekkoatletycznym na Halowych Mistrzostwach Europy w 1998 oraz Halowych Mistrzostwach Świata w 1999. Zakończyła karierę w 2001.

## Rekordy życiowe
| Dyscyplina                      | Wynik    | Rok  |
| ------------------------------- | -------- | ---- |
| Siedmiobój                      | 6845 pkt | 1992 |
| bieg na 200 metrów              | 23,34    | 1992 |
| bieg na 400 metrów              | 52,87    | 1991 |
| bieg na 800 metrów              | 2:02,06  | 2001 |
| bieg na 100 metrów przez płotki | 13,25    | 1992 |
| Skok wzwyż (hala)               | 1,93     | 1992 |
| Skok w dal                      | 6,82     | 1992 |
| Pchnięcie kulą                  | 14,12    | 2001 |
| Rzut oszczepem                  | 44,64    | 1999 |

## Osiągnięcia
| Rok  | Impreza                   | Miejsce   | Lokata     |
| ---- | ------------------------- | --------- | ---------- |
| 1990 | Mistrzostwa Europy        | Split     | 4. miejsce |
| 1991 | Mistrzostwa świata        | Tokio     | 3. miejsce |
| 1992 | Igrzyska olimpijskie      | Barcelona | 2. miejsce |
| 1993 | Mistrzostwa świata        | Stuttgart | DSQ        |
| 1998 | Halowe mistrzostwa Europy | Walencja  | 2. miejsce |
| 1998 | Hypo-Meeting              | Götzis    | 1. miejsce |
| 1998 | Mistrzostwa Europy        | Budapeszt | 5. miejsce |
| 1999 | Halowe mistrzostwa Świata | Maebashi  | 2. miejsce |
| 1999 | Hypo-Meeting              | Götzis    | 2. miejsce |
| 2001 | Hypo-Meeting              | Götzis    | 4. miejsce |